# Campionati italiani maschili assoluti di atletica leggera 1943
I XXXIV campionati italiani assoluti di atletica leggera si svolsero presso l'Arena Civica di Milano il 10 e 11 luglio 1943. Al termine delle due giornate di gare a Milano, la classifica per società vide trionfare la Pro Patria Oberdan Milano con 35 punti, seguita da ASSI Giglio Rosso di Firenze con 32,5 punti e Gruppo Sportivo Baracca Milano con 32 punti.
Il campionato italiano di maratonina si corse il 2 maggio sulla pista dello stadio Giovanni Berta di Firenze sulla distanza dei 25 km, mentre la gara della marcia 10 000 m si svolse allo stadio del Littorio di Piacenza il 20 giugno.
Le staffette e i 10 000 metri piani si corsero anch'essi a Firenze il 18 luglio. In questa edizione dei campionati non si disputarono le gare del decathlon, della maratona e della marcia 50 km, anche a causa degli accadimenti legati alla seconda guerra mondiale.

## Risultati

### Le gare del 10-11 luglio a Milano
| Specialità             | Oro                                                      | Prestazione | Argento                                                 | Prestazione | Bronzo                                         | Prestazione |
| Corse                  |                                                          |             |                                                         |             |                                                |             |
| 100 m                  | Orazio Mariani Gruppo Sportivo Baracca Milano            | 10"7        | Vanes Montanari Virtus Bologna Sportiva                 | 10"8        | Franco Piccolboni GUF Milano                   | 10"9        |
| 200 m                  | Orazio Mariani Gruppo Sportivo Baracca Milano            | 21"8        | Aldo Santon Gruppo Atletico Padovano                    | 21"9        | Franco Piccolboni GUF Milano                   | n/d         |
| 400 m                  | Mario Lanzi Dopolavoro Lane Rossi Schio                  | 48"9        | Giorgio Zitelli Società Sportiva Giovinezza Trieste     | 49"1        | Aldo Santon Gruppo Atletico Padovano           | 49"2        |
| 800 m                  | Mario Lanzi Dopolavoro Lane Rossi Schio                  | 1'51"6      | Giovanni Bard Dopolavoro FIAT Torino                    | 1'53"9      | Aldo Fracassi Gruppo Sportivo Corridoni        | n/d         |
| 1500 m                 | Mario Cosi ASSI Giglio Rosso                             | 3'56"8      | Adelmo D'Ercole ASSI Giglio Rosso                       | 3'57"4      | Guerrino Vitale Dopolavoro Ansaldo Genova      | 3'57"8      |
| 5000 m                 | Giuseppe Beviacqua Dopolavoro ILVA Savona                | 15'23"1     | Alfredo Lazzerini Polisportiva Giordana Genova          | 15'55"4     | Luigi Pellin Dopolavoro FIAT Torino            | 16'02"2     |
| 110 m hs               | Aristide Facchini 6ª legione Milizia ferroviaria Bologna | 14"9        | Arnaldo Balestra Gioventù italiana del littorio Forlì   | 15"6        | Edoardo Eritale Pro Patria Oberdan Milano      | 15"6        |
| 400 m hs               | Guerino Colautti Gruppo Atletico Padovano                | 56"7        | Cesare Ansaldi Unione Atletica Alessandria              | 57"4        | Luigi Gallinaro Gruppo Sportivo Baracca Milano | n/d         |
| Salti                  |                                                          |             |                                                         |             |                                                |             |
| Salto in alto          | Alfredo Campagner Dopolavoro Lane Rossi Schio            | 1,90 m      | Guido Cavaler Fondazione Bentegodi Verona               | 1,85 m      | Gervasio Bastino Dopolavoro FIAT Torino        | 1,85 m      |
| Salto con l'asta       | Mario Romeo Gruppo Sportivo Baracca Milano               | 4,00 m      | Carlo Rinaldi Associazione Sportiva La Fratellanza 1874 | 3,70 m      | Rolando Guarducci ASSI Giglio Rosso            | 3,70 m      |
| Salto in lungo         | Aldo Vallon Società Sportiva Giovinezza Trieste          | 6,87 m      | Gino Pederzani 6ª legione Milizia ferroviaria Bologna   | 6,74 m      | Gianni Caldana Pro Patria Oberdan Milano       | 6,73 m      |
| Salto triplo           | Piero Pieracci ASSI Giglio Rosso                         | 13,71 m     | Giuseppe Cuccotti GUF Roma                              | 13,47 m     | Angelo Ghilardi Virtus Bologna Sportiva        | 13,32 m     |
| Lanci                  |                                                          |             |                                                         |             |                                                |             |
| Getto del peso         | Enea Bertocchi 6ª legione Milizia ferroviaria Bologna    | 14,19 m     | Alberto Paolone GUF Napoli                              | 13,85 m     | Angiolo Profeti ASSI Giglio Rosso              | 13,79 m     |
| Lancio del disco       | Giuseppe Tosi Società Sportiva Bruno Mussolini           | 50,29 m     | Adolfo Consolini Pro Patria Oberdan Milano              | 48,86 m     | Danilo Cereali Gruppi Sportivi Fiamme Gialle   | 44,76 m     |
| Lancio del martello    | Teseo Taddia Gruppo Sportivo Baracca Milano              | 49,18 m     | Giovanni Oretti Società Sportiva Giovinezza Trieste     | 45,96 m     | Mario Sargiano Dopolavoro ILVA Savona          | 45,05 m     |
| Lancio del giavellotto | Raffaele Drei Pro Patria Oberdan Milano                  | 57,90 m     | Arnaldo Rinaldi Gruppo Sportivo Corridoni               | 55,26 m     | Domenico De Salvi GUF Napoli                   | 55,18 m     |

### La mezza maratona del 2 maggio a Firenze
| Specialità                      | Oro                                                        | Prestazione | Argento                                     | Prestazione | Bronzo                                           | Prestazione |
| Mezza maratona (25 km su pista) | Salvatore Costantino 54º corpo dei vigili del fuoco Napoli | 1h24'18"6   | Ettore Padovani Fondazione Bentegodi Verona | 1h25'41"2   | Romano Burlo Società Sportiva Giovinezza Trieste | 1h27'42"4   |

### La marcia 10000 metri del 20 giugno a Piacenza
| Specialità      | Oro                                                        | Prestazione | Argento                                          | Prestazione | Bronzo                                              | Prestazione |
| Marcia 10 000 m | Giuseppe Kressevich 5ª legione Milizia ferroviaria Trieste | 50'24"6     | Giuseppe Malaspina Dopolavoro ferroviario Milano | 50'45"0     | Silvino Prini 54º corpo dei vigili del fuoco Napoli | 51'35"6     |

### I 10000 metri piani e le staffette del 18 luglio a Firenze
| Specialità        | Oro                                                                                           | Prestazione | Argento                               | Prestazione | Bronzo                                           | Prestazione |
| 10 000 m          | Giuseppe Beviacqua Dopolavoro ILVA Savona                                                     | 32'14"0     | Osvaldo Marconi Vigili del fuoco Roma | 33'40"2     | Romano Burlo Società Sportiva Giovinezza Trieste | 33'46"6     |
| Staffetta 4×100 m | GS Baracca Milano Armando Pennati Signoroni Luigi Gallinari Orazio Mariani                    | 43"7        | Gruppo Sportivo Corridoni             | 43"8        | 6ª legione Milizia ferroviaria Bologna           | 44"2        |
| Staffetta 4×400 m | Pro Patria Oberdan Milano Bruno Mainardi Luigi Paterlini Eletto Contieri Gianfranco Fumagalli | 3'22"6      | ASSI Giglio Rosso                     | 3'27"4      | Gruppo Sportivo Corridoni                        | 3'28"4      |